# Dva kapitana
Dva kapitana (russisk: Два капитана) er en sovjetisk spillefilm fra 1955 af Vladimir Vengerov.

## Medvirkende
- Aleksandr Aleksandrovitj Mikhajlov som Sanja Grigorjev
- Olga Zabotkina som Katja Tatarinova
- Anatolij Adoskin som Valja Zhukov
- Jevgenij Lebedev som Romasjov
- Borja Beljajev